# نوآ هانتلی
نوآ هانتلی (انگلیسی: Noah Huntley؛ زادهٔ ۷ سپتامبر ۱۹۷۴) یک هنرپیشه اهل بریتانیا است. وی از سال ۱۹۸۷ میلادی تاکنون مشغول فعالیت بوده‌است.
از فیلم‌ها یا برنامه‌های تلویزیونی که وی در آن نقش داشته‌است می‌توان به پولس، حواری مسیح ، ۲۸ روز بعد، سرگذشت نارنیا: شیر، کمد و جادوگر، سفیدبرفی و شکارچی، افق رویداد، والاحضرت، طبقات تاریک، باغ نیمه‌شب تام ۱۹۸۹، باغ نیمه‌شب تام ۱۹۹۹، خانواده دراماند و ناگفته‌های دراکولا اشاره کرد.